# Пемба (станция)
Пе́мба — станция Горьковской железной дороги РЖД, расположена в посёлке Пемба Республики Марий Эл, Россия, в 18 км южнее Йошкар-Олы. Находится на линии Зелёный Дол — Яранск. До 1957 г. — о.п. 89 км без путевого развития. С 1 июля 2014 года по 3 июля 2015 года пригородные перевозки по станции не осуществлялись. Поезда дальнего следования проходят станцию без остановки.

## Перспективы
Станция находится на тупиковой ветке Зелёный Дол — Яранск. В 2019 году активно обсуждалось продление ветки до Котельнича в проекте строительства отрезка Яранск — Котельнич. В начале 2020 проект перенесён в планы до 2030 года. Строительство соединит северную и южную ветку Транссибирской магистрали.